# 鈴木仁子
鈴木 仁子（すずき ひとこ、1956年 - ）は、ドイツ文学者、翻訳家、椙山女学園大学教授。

## 来歴
岐阜県生まれ。名古屋大学文学部独文科卒業、同大学院修士課程中退。2005年椙山女学園大学助教授、2007年准教授、2011年教授。
2003年、W・G・ゼーバルト『アウステルリッツ』でレッシング翻訳賞受賞。同作にて、BABEL国際翻訳大賞・新人賞を受賞。

## 翻訳
- ロルフ・ヴィルヘルム・ブレードニヒ編『ジャンボジェットのネズミ ヨーロッパの現代伝説』池田香代子共訳 白水社 1993
- ルート・クリューガー『生きつづける ホロコーストの記憶を問う』みすず書房 みすずライブラリー 1997
- ラインハルト・カイザー編著『インゲへの手紙 ある真実の愛の記録』白水社 1998
- ヘニング・ヴィースナー,ヴァリ・ミュラー著 ギュンター・マタイ挿画『動物なぜなにものがたり』河出書房新社 1999
- アキフ・ピリンチ,ロルフ・デーゲン『猫のしくみ 雄猫フランシスに学ぶ動物行動学』今泉忠明監修 早川書房 2000
- シャルロッテ・ケルナー『ブループリント』講談社 ユースセレクション 2000
- ブルクハルト・ヴェーナー『レオニーの選択 18歳少女の「政治」への旅立ち』光文社 2000
- アンゲリーネ・バウアー『子どもの心をいやす魔法のメルヘン』池田香代子共訳 主婦の友社 2001
- ローラント・ジーモン=シェーファー『ベレーニケに贈る小さな哲学』須田朗共訳 青土社 2001
- W・G・ゼーバルト『アウステルリッツ』白水社 2003
- アンドレアス・シュタインヘーフェル著 ケルスティン・マイヤー絵『ヘラジカがふってきた!』早川書房 ハリネズミの本箱 2003
- ヨアヒム・フリードリヒ「4と1/2探偵局」絵楽ナオキ絵 ポプラ社

1、宝の地図のひみつ　2004
2、消えた先生のなぞ
3、天使の追跡大作戦
4、名探偵の10か条　2005
5、探偵犬、がんばる!
- 「ゼーバルト・コレクション」白水社

『移民たち 四つの長い物語』2005
『目眩まし』2005
『土星の環 イギリス行脚』2007
『空襲と文学』2008
『カンポ・サント』2011
『鄙の宿 ゴットフリート・ケラー、ヨーハン・ペーター・ヘーベル、ローベルト・ヴァルザー他について』2014
- ペーター・ハントケ『私たちがたがいをなにも知らなかった時』論創社 ドイツ現代戯曲選30 2006
- アイナール・トゥルコウスキィ『まっくら、奇妙にしずか』河出書房新社 2008
- カティア・ベーレンス『ハサウェイ・ジョウンズの恋』白水社 2009
- ヴィルヘルム・ゲナツィーノ『そんな日の雨傘に』白水社 2010
- アイナール・トゥルコウスキィ『月の花』河出書房新社 2010
- アイナール・トゥルコウスキィ『おそろし山』河出書房新社 2012
- ペーター・ツムトア『建築を考える』みすず書房 2012
- ペーター・ツムトア『空気感(アトモスフェア)』みすず書房 2015
- ユーディット・シャランスキー『奇妙な孤島の物語 私が行ったことのない、生涯行くこともないだろう50の島』河出書房新社 2016